# Claudia Jones

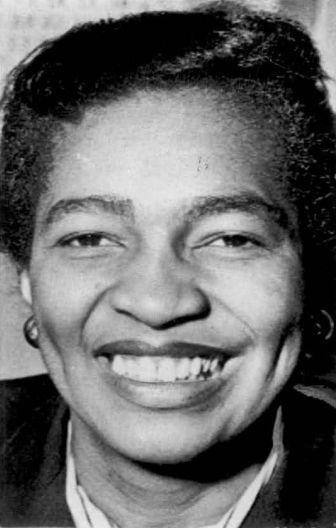
Claudia Jones (ca. 1950)

Claudia Jones (geboren 21. Februar 1915 in Port of Spain als Claudia Vera Cumberbatch; gestorben 24. Dezember 1964 in London) war eine Journalistin und Aktivistin, die in der Kindheit mit der Familie in die Vereinigten Staaten emigriert war. Sie wurde 1955 wegen ihrer politischen Aktivitäten aus den USA deportiert und lebte dann im Vereinigten Königreich. Dort gründete sie 1958 Großbritanniens erste schwarze Wochenzeitung, die West Indian Gazette, und initiierte den Notting Hill Carnival.

## Biographie

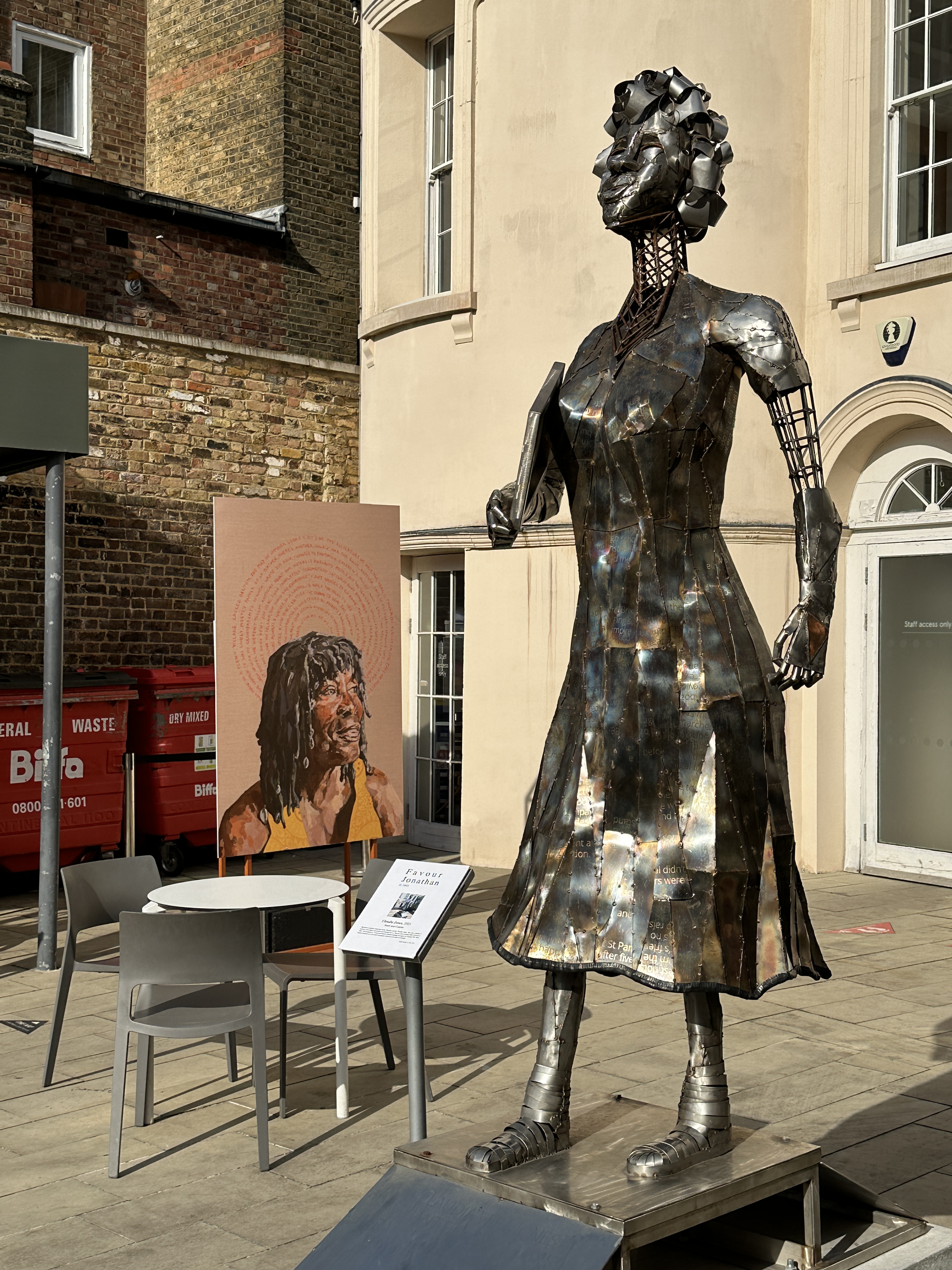
Claudia-Jones-Statue in London

Jones’ Eltern migrierten 1924 aus der damals britischen Kolonie Trinidad und Tobago in die Vereinigten Staaten und ließen sich im New Yorker Stadtteil Harlem nieder. Wenig später holten sie ihre zu diesem Zeitpunkt neunjährige Tochter nach. Die Familie lebte in prekären Verhältnissen. Ihre Mutter starb, als Claudia 12 Jahre alt war. Mit 21 Jahren trat sie der Kommunistischen Partei der USA (CPUSA) bei, da diese als einzige neben der National Association for the Advancement of Colored People (NAACP) für die Rechte der Schwarzen eintrat und eine wichtige Fürsprecher-Rolle für die Scottsboro Boys übernahm, neun wegen Vergewaltigung angeklagte afroamerikanische Jugendliche, und deren Verteidigung bezahlte. Sie nahm als eine „selbstschützende Desinformation“ den Nachnamen Jones an.
Im Jahr 1937 begann Jones für den Daily Worker und im Jahr 1938 für das Weekly Review zu arbeiten. 1945 wurde sie Redakteurin beim Daily Worker. Sie wurde 1947 „Executive Secretary“ der National Women’s Commission und 1952 der National Peace Commission.
Schon 1948 wurde sie zum ersten Mal wegen ihrer kommunistischen Aktivitäten festgenommen und auf Ellis Island festgehalten. Im Jahr 1955 folgte dann eine einjährige Haftstrafe und danach eine Deportationsorder. Am 7. Dezember 1955 versammelten sich 350 Menschen im Hotel Theresa in Harlem, um Abschied von Jones zu nehmen. Zwei Wochen später erreichte sie London auf dem Seewege.
Sie starb am 24. Dezember 1964 in London und wurde am Tag darauf tot in ihrer Wohnung gefunden.
Die Obduktion ergab, dass sie wegen einer Herzerkrankung und Tuberkulose einen schweren Herzinfarkt erlitten hatte.
Ihre Beerdigung am 9. Januar 1965 war eine große und politische Zeremonie. Sie wurde links vom Grab ihres Idols Karl Marx auf dem Highgate Cemetery im Norden Londons bestattet.

## West Indian Gazette
Die von Jones gegründete West Indian Gazette war die erste große schwarze Tageszeitung in Großbritannien und hatte 15.000 Leser. Die Zeitung wurde von Persönlichkeiten wie Malcolm X (ermordet 1965), W.E.B. du Bois († 1963) und Paul Robeson († 1976) unterstützt.

## Notting Hill Carnival

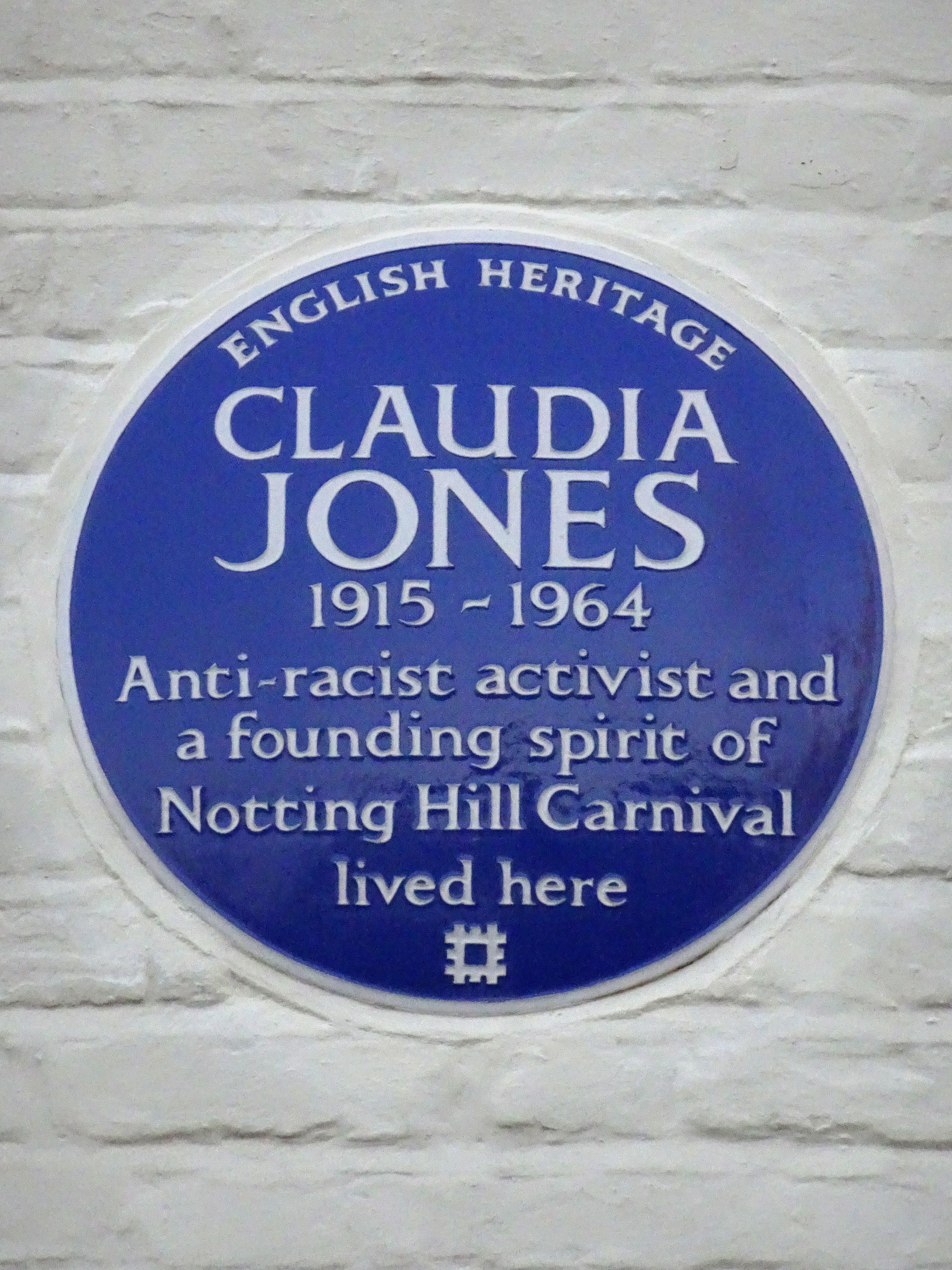
Plakette an Jones’ ehemaligem Wohnhaus

Nach den rassistischen Ausschreitungen von Notting Hill und Nottingham initiierte Jones den Notting Hill Carnival. Um den „Geschmack von Notting Hill und Nottingham aus dem Mund zu waschen“, wurde ein Karneval für die schwarze Community Großbritanniens etabliert.